# Maria Nagels
Maria Nagels (Lier, 9 januari 1903 - Zwijndrecht, 7 juli 1992) was een Belgisch syndicaliste en bestuurster.

## Biografie
Nagels doorliep haar secundair onderwijs bij de zusters Ursulinnen te Sint-Katelijne-Waver. In 1923 studeerde ze af als onderwijzeres en werd ze gewestelijk propagandist van de Kristelijke Arbeiders Vrouwengilde (KAV) te Turnhout. Nadien studeerde ze aan de Katholieke Sociale School te Brussel, alwaar ze in 1925 afstudeerde als sociaal assistente.
In 1929 werd ze actief op het nationaal secretariaat van de KAV, alwaar ze achtereenvolgens verantwoordelijk was voor de Mutualistische Dienst, de Nationale Moederkas en de werken voor kinderwelzijn. In 1934 werd ze hoofd van de Praktische Huishoudschool en in 1936 nationaal leidster van de werking voor Jonge Vrouwen. Tevens was ze verantwoordelijk binnen de KAV voor de redactie van de ledenbladen. In 1944 werd ze samen met Philippine Vande Putte aangesteld als waarnemend algemeen secretaris van deze organisatie in opvolging van Helena De Coster, een functie die ze uitoefende tot 1948 toen ze de KAV verliet om directeur te worden van de Syndicale Dienst voor Vrouwen van het ACV. Onder haar impuls werd de 'eis voor gelijk loon' een belangrijk thema. In 1963 ging ze op pensioen.